# 프로게이머 목록

## 스타크래프트
| - 강도경 - 강민 - 고강민 - 구성훈 - 김남기 - 김명운 - 김승현 - 김윤환 (1988년) - 김윤환 (1989년) - 김정우 - 김택용 - 도재욱 - 변형태 - 박성균 - 박세정 - 박용욱 - 박재혁 | - 박정길 - 박정석 - 박태민 - 서지수 - 서지훈 - 송병구 - 심소명 - 신동원 - 신정민 - 신주영 - 안기효 - 안상원 - 염보성 - 오영종 - 윤용태 - 윤찬희 (1992년) - 이병민 | - 이성은 - 이영호 (1992년) - 이재호 - 이재훈 - 이제동 - 이현주 - 전상욱 - 전태규 - 정명훈 - 차명환 - 최연성 - 한동욱 - 허영무 - 홍진호 - 김도우 - 김태균 |

## 스타크래프트2
| - 강초원 - 곽한얼 - 권태훈 - 김경수 - 김동수 - 김상철 - 김승철 - 김성제 - 김원기 - 김유종 - 김찬민 - 김태인 - 김태환 - 류재현 - 박상익 - 박서용 - 박성준 (1986년) - 박지수 - 변길섭 - 서기수 - 신상호 - 안홍욱 - 송준혁 | - 윤덕만 - 이동녕 - 이승현 - 이윤열 - 이정환 - 이정훈 - 이형섭 - 이형주 - 임요환 - 임재덕 - 장민철 - 장재호 - 장현우 - 정민수 - 정종현 - 조만혁 - 조성주 - 조중혁 - 채동준 - 최성훈 - 최인규 - 최정민 - 한규종 - 한준 |

## 워크래프트 III
| - 강서우 - 김대호 - 김동문 - 김성식 - 김진우 - 노재욱 - 노진욱 - 미카엘로 노보파신 - 루웨이량 - 리샤오펑 - 유안 메를로 - 박세룡 - 박준 - 박철우 | - 수하오 - 마누엘 쉔카이젠 - 왕 수웬 - 엄효섭 - 오정기 - 윤덕만 - 이성덕 - 이종석 - 임동룡 - 장두섭 - 장재호 - 조대희 - 천정희 - 킴 함마르 - 황샹 - 황태민 |

## 스페셜포스
- 강주호
- 김영민
- 김진수
- 김진유
- 김창선
- 나상민
- 남홍우
- 박재현==
- 여의주
- 유성철
- 이창하
- 조민호
- 조현종
- 한성민

## 카트라이더
- 문호준
- 유영혁
- 장진형
- 김대겸
- 전대웅
- 박인재
- 박현호

## 카운터스트라이크
- 강근철
- 김민수
- 편선호
- 이성재 (1989년)
- 정범기